# Ochrosomera
Ochrosomera is een geslacht van vlinders van de familie tandvlinders (Notodontidae), uit de onderfamilie Notodontinae.

## Soorten
- O. itremo Viette, 1978
- O. marojejia (Kiriakoff, 1963)
- O. vanja Kiriakoff, 1969